# Arseniusz Andrzejewski
Arseniusz Andrzejewski (zm. 1619) – unicki biskup chełmski.

## Życiorys
Iwan (Joann) Andrzejewski pochodził z osiadłego w ziemi chełmskiej rodu Andrzejewskich, dziedziców Andrzejowa. O jego wykształceniu niewiele wiadomo. Według metropolity Hipacego Pocieja był prostaczkiem, protegowanym przez miejscowych notabli, ale wiernym idei unii.
7 maja 1604 król Zygmunt III Waza nominował go na unickiego ordynariusza chełmskiego. Jako biskup Andrzejewski przybrał imię Arseniusz. W czasie rządów Andrzejewskiego większość mieszkańców eparchii pozostała wierna prawosławiu, ale brak informacji o poważniejszych konfliktach między prawosławnymi a unitami. Jako biskup Andrzejowski występował w sporach z klerem rzymskokatolickim w kwestiach dziesięciny i własności ziemskiej. W 1616 oddał w dzierżawę na 6 lat podskarbiemu koronnemu Mikołajowi Daniłowiczowi należące do uposażenia eparchii chełmskiej wsie Buśno i Białopole.
Zmarł przed 3 czerwca 1619 i został pochowany w katedrze chełmskiej.